# Stretto di Doran
Lo stretto di Doran (Doran Strait in inglese) è situato nell'Alaska (Stati Uniti) nel Census Area di Valdez-Cordova (61°04′34″N 148°11′20″W).

## Dati fisici
Lo stretto si trova nella parte settentrionale dello Stretto di Prince William (Prince William Sound), più precisamente collega il braccio di mare Barry (Barry Arm) con il fiordo di Harriman (Harriman Fjord), all'interno della Foresta Nazionale di Chugach (Chugach National Forest). Lo stretto, largo 2 chilometri e poco profondo, divide a sud il promontorio Point Doran 61°04′14″N 148°09′49″W a nord dalle propaggini meridionali del monte Gilbert (Mount Gilbert)..

### I ghiacciai vicini allo stretto
In direzione nord-est all'interno del braccio di mare Barry (Barry Arm):
- il Cascade Glacier 61°08′45″N 148°11′06″W.[4]
- il Barry Glacier 61°13′06″N 148°00′40″W.[5]
- il Coxe Glacier 61°08′38″N 148°02′12″W.[6]

In direzione sud-ovest all'interno del fiordo di Harriman (Harriman Fjord):
- il Serpentine Glacier 61°07′41″N 148°16′02″W.[7]
- il Surprise Glacier 61°01′05″N 148°29′46″W.[8]
- il Surprise Harriman 60°58′30″N 148°26′30″W.[9]

### Monti vicini allo stretto
| Nome del monte                | Altezza (m s.l.m.) | Coordinate             | Distanza e direzione dallo stretto |
| ----------------------------- | ------------------ | ---------------------- | ---------------------------------- |
| Monte Muir (Mount Muir)       | 2.091              | 61°06′29″N 148°22′42″W | 12 km ovest                        |
| Monte Gilbert (Mount Gilbert) | 2.682              | 61°10′21″N 148°16′06″W | 13 km nord-ovest                   |
| Monte Doran (Mount Doran)     | 1.057              | 61°01′11″N 148°14′22″W | 7 km sud-ovest                     |
| Monte Curtis (Mount Curtis)   | 1.152              | 61°04′34″N 148°05′40″W | 4 km est                           |

## Storia
In tempi moderni lo stretto venne visitato dalla spedizione scientifica Harriman (Harriman Alaska Expedition) nel giugno-luglio 1899. Durante questa spedizione l'ornitologo e zoologo Albert K. Fisher (1856-1948) fece una delle prime foto dallo stretto.
Lo stretto venne nominato nel 1899 dai membri della spedizione Harriman in onore del capitano Peter Doran della motonave Steamship (SS) George W. Elder.

## Accessi e turismo
Lo stretto è raggiungibile solamente via mare (o aereo) da Whittier (60 km circa) a da Valdez (160 km circa). Durante la stagione turistica sono programmate diverse escursioni via mare da Whittier per visitare i ghiacciai vicini allo stretto.

## Alcune immagini dallo stretto

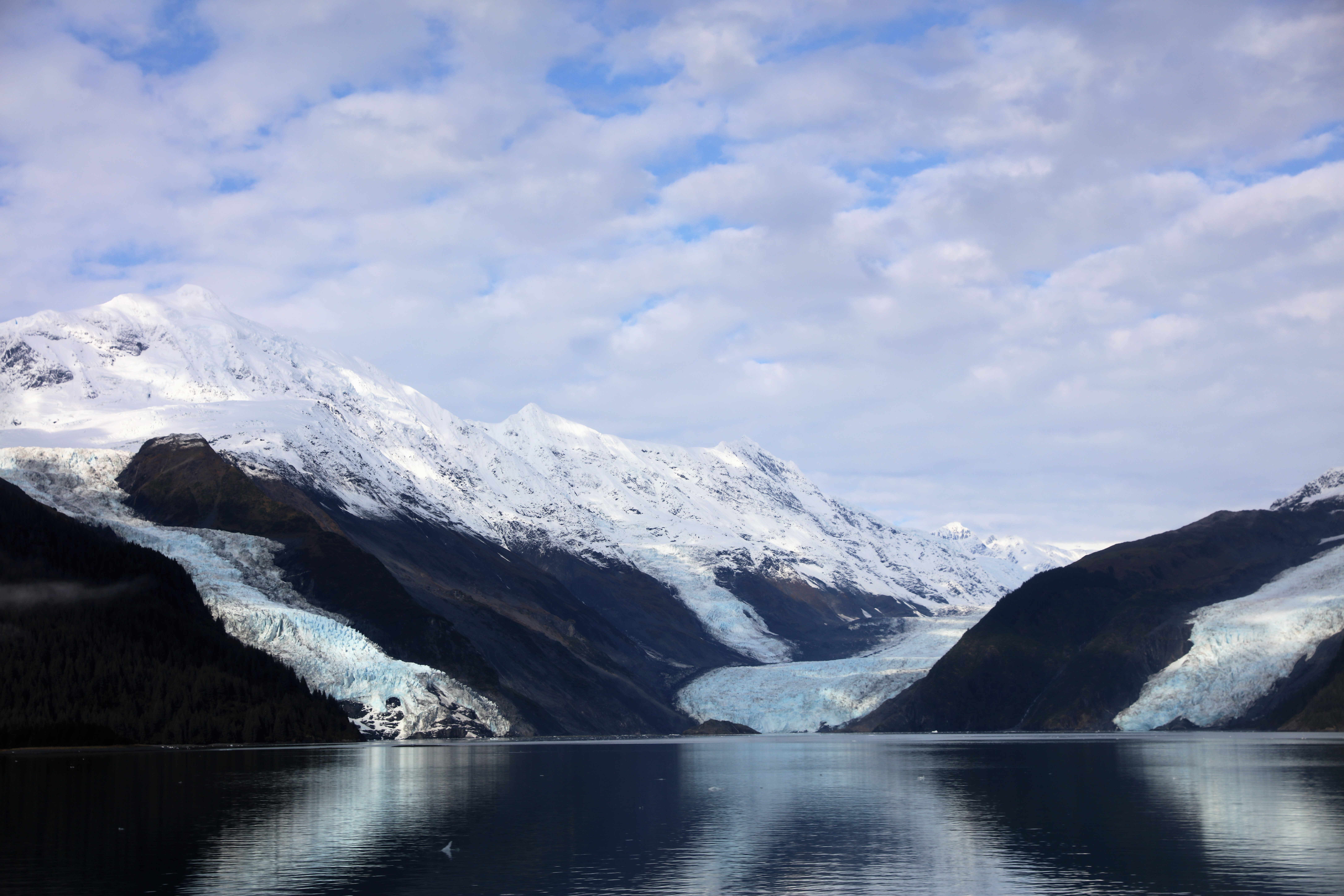
I ghiacciai (da sinistra) Cascade, Barry e Coxe visti dallo stretto
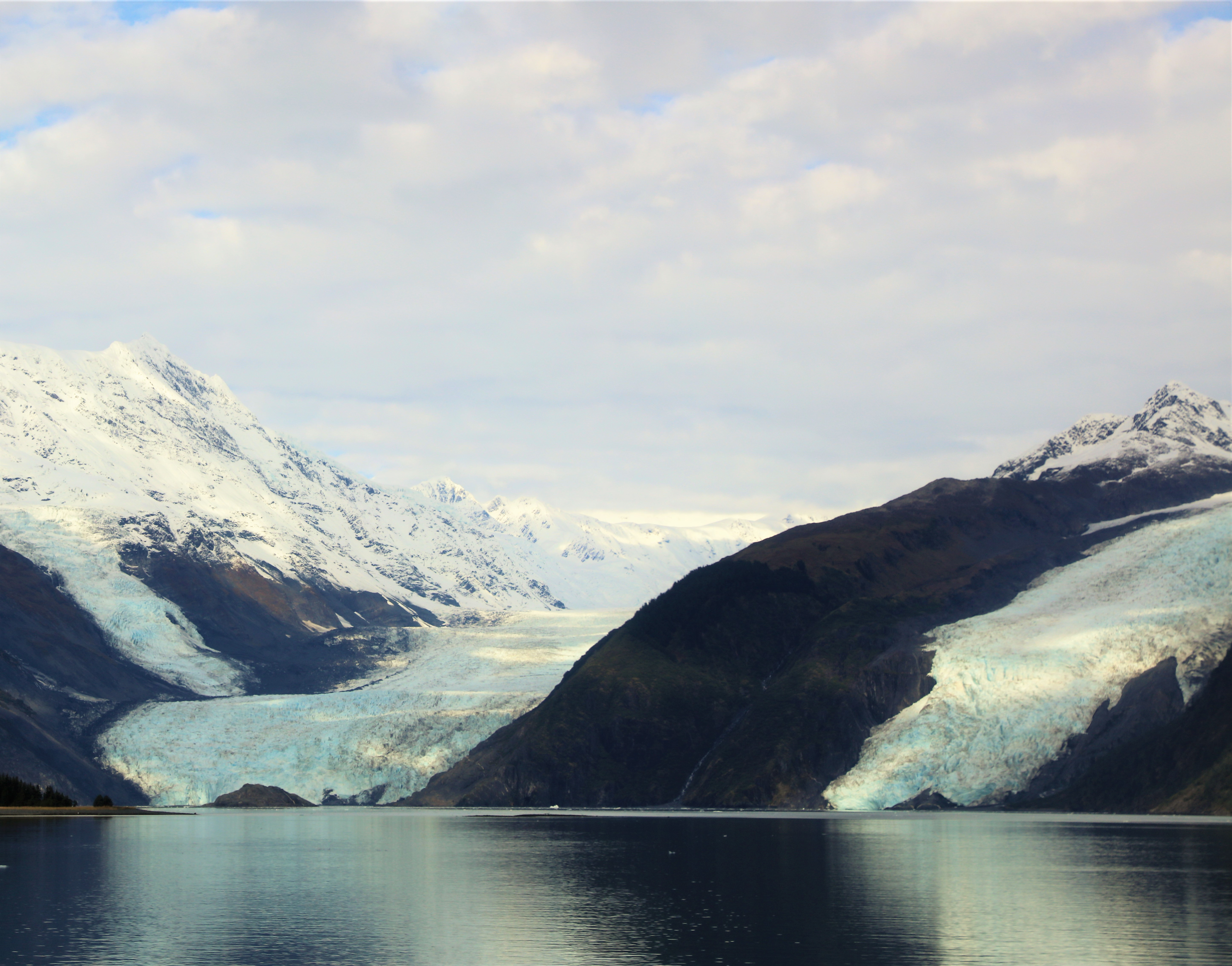
In direzione del braccio di mare Barry
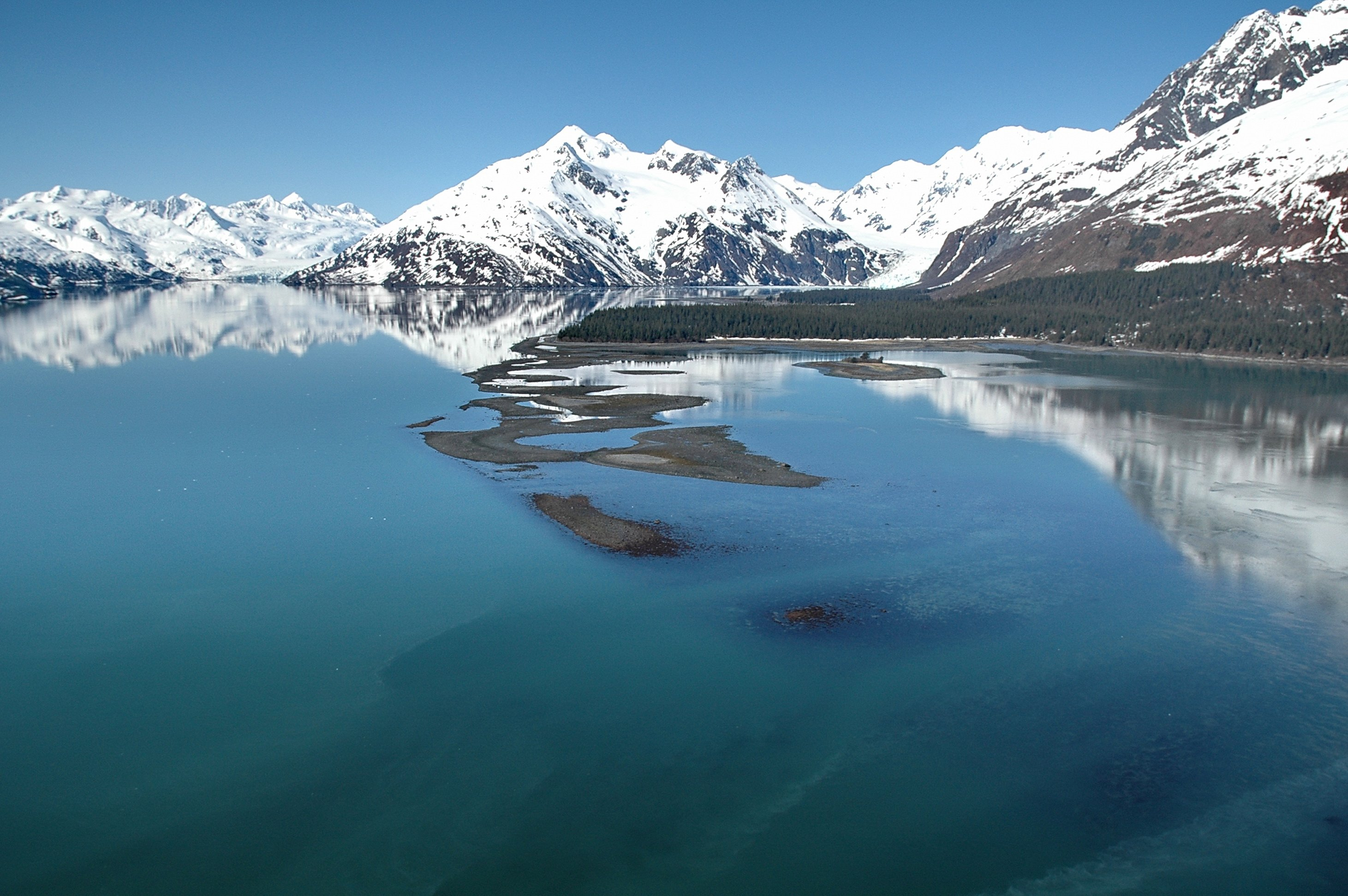